# Astra 2G
Astra 2G ist ein kommerzieller Kommunikationssatellit der SES Global mit Sitz in Betzdorf in Luxemburg.
Der Satellit wurde am 27. Dezember 2014 um 21:37 UTC mit einer Proton M/Bris-M-Trägerrakete vom Raketenstartplatz Baikonur in eine geostationäre Umlaufbahn gebracht.
Seit 2015 stellt Astra 2G Kapazitäten an Eutelsat zur Verfügung, die unter dem Satellitennamen Eutelsat 28G vermarktet werden.
Der dreiachsenstabilisierte Satellit ist mit 62 Ku-Band und 4 Ka-Band Transpondern ausgerüstet und soll von der Position 28,2° Ost aus Europa, den Nahen Osten und Afrika mit Rundfunk- und Breitbanddiensten versorgen. Er wurde auf Basis des Satellitenbus Eurostar E3000 der EADS Astrium gebaut und besitzt eine geplante Lebensdauer von 15 Jahren.